# Mirocapritermitinae
Mirocapritermitinae (лат.) — подсемейство термитов из семейства Termitidae.

## Описание
Мелкие термиты. Правая мандибула имаго и рабочего с передним краем RMt2 выпуклым или прямым, задний край вогнут. Кишечник рабочего с мальпигиевыми канальцами, прикрепленными двумя отдельными парами, слитыми проксимально, лишен мальпигиевых узелков. Солдаты с прямоугольной головой и щелкающими мандибулами, как правило, асимметричные (симметричные у некоторых видов Procapritermes). Голова солдата лишена лобного выступа (кроме Mirocapritermes).
Мирокапритермитины питаются в почве или на границе почвы и древесины.

## Распространение
Встречаются повсеместно в тропиках и субтропиках Старого Света. Их распространение ограничено Юго-Восточной Азией, за исключением Pericapritermes, который также встречается в Австралийском, Афротропическом, Палеарктическом (Китайско-Японском) и Океаническом регионах.

## Систематика
Подсемейство было впервые выделено в 1934 году. Группу рассматривали в составе подсемейства Termitinae в родовой группе Pericapritermes. В 2024 году в ходе реклассификации современных групп термитов таксон был восстановлен и выделен в отдельное подсемейство Mirocapritermitinae в составе 14 родов.
Mirocapritermitinae можно отличить от термитин в их узком таксономическом объёме по отсутствию мальпигиева узла (присутствует у Termitinae sensu novo) и отсутствию лобного выступа (обычно присутствует у Termitinae). В мандибуле имаго-рабочего RMt2 отчетливо присутствует и имеет вогнутый задний край, в то время как у Termitinae sensu novo он отсутствует или является рудиментарным с прямым задним краем.
- Dicuspiditermes Krishna[5]
- Homallotermes John[6]
- Indocapritermes Chhotani
- Kemneritermes Ahmad & Akhtar[7]
- Krishnacapritermes Chhotani[8]
- Labiocapritermes Krishna[5]
- Mirocapritermes Holmgren
- Oriencapritermes Ahmad & Akhtar[7]
- Pericapritermes Silvestri
- Procapritermes Holmgren
- Pseudocapritermes Kemner
- Rinacapritermes Amina & Rajmohana[9]
- Sinocapritermes Ping & Xu[10]
- Syncapritermes Ahmad & Akhtar[7]